# Schmalspurbahn Kaunas
| Ehemalige Bahnstrecke in Panemunė, an der Jiesia |                   |                                        |                                        |
| Schmalspurbahn (schwarz-weiß) und ehemalige Festungsbahn (schwarz, dünn), 1922 |                   |                                        |                                        |
| Streckenlänge: | 6,4 km            |                                        |                                        |
| Spurweite: | 600 mm und 750 mm |                                        |                                        |
| |                   |                                        |                                        |
| \| \| 0,0 \| Aukštoji Panemunė \| Aukštoji Panemunė \| \| \| 0,8 \| Veterinärkrankenhaus \| Veterinärkrankenhaus \| \| \| 1,5 \| Šančiai-Kaserne \| Šančiai-Kaserne \| \| \| 2,1 \| Schmiede-Werkstatt \| Schmiede-Werkstatt \| \| \| 2,8 \| Eisenbahnwerkstatt \| Eisenbahnwerkstatt \| \| \| 3,5 \| Čiurlionio-Straße, Ecke Eiserne Brücke \| Čiurlionio-Straße, Ecke Eiserne Brücke \| \| \| 4,2 \| Karmeliterkirche \| Karmeliterkirche \| \| \| 4,8 \| Daukanto-Straße \| Daukanto-Straße \| \| \| 5,6 \| Kanto-Straße \| Kanto-Straße \| \| \| 6,4 \| Altstadt Kaunas \| Altstadt Kaunas \| |                   |                                        |                                        |
| Kopfbahnhof Streckenanfang (Strecke außer Betrieb) | 0,0               | Aukštoji Panemunė                      | Aukštoji Panemunė                      |
| Bahnhof (Strecke außer Betrieb) | 0,8               | Veterinärkrankenhaus                   | Veterinärkrankenhaus                   |
| Bahnhof (Strecke außer Betrieb) | 1,5               | Šančiai-Kaserne                        | Šančiai-Kaserne                        |
| Bahnhof (Strecke außer Betrieb) | 2,1               | Schmiede-Werkstatt                     | Schmiede-Werkstatt                     |
| Bahnhof (Strecke außer Betrieb) | 2,8               | Eisenbahnwerkstatt                     | Eisenbahnwerkstatt                     |
| Bahnhof (Strecke außer Betrieb) | 3,5               | Čiurlionio-Straße, Ecke Eiserne Brücke | Čiurlionio-Straße, Ecke Eiserne Brücke |
| Bahnhof (Strecke außer Betrieb) | 4,2               | Karmeliterkirche                       | Karmeliterkirche                       |
| Bahnhof (Strecke außer Betrieb) | 4,8               | Daukanto-Straße                        | Daukanto-Straße                        |
| Bahnhof (Strecke außer Betrieb) | 5,6               | Kanto-Straße                           | Kanto-Straße                           |
| Kopfbahnhof Streckenende (Strecke außer Betrieb) | 6,4               | Altstadt Kaunas                        | Altstadt Kaunas                        |

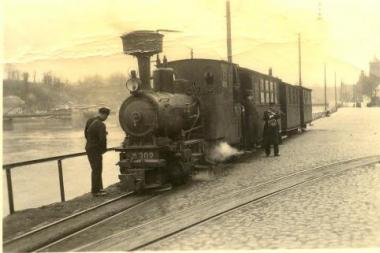
Schmalspurbahn Kaunas, Betriebs-Nr. 303

Die Schmalspurbahn Kaunas (lit. Kauno siaurukas, lautmalerisch „Kukuška“) war eine Schmalspurbahn mit einer Spurweite von 600 mm in Kaunas, in der damaligen Hauptstadt Litauens.

## Geschichte
Ab 1894–1895 in der Festung Kaunas ein militärisches Feldbahnnetz aus tragbaren Gleisjochen der Spurweiten 600 und 750 mm verlegt. Die 600-mm-Bahn war vom April 1919 bis zum 1. August 1935 für den Personenverkehr in Betrieb. Sie verband die Stadtteile Aukštoji Panemunė und Altstadt Kaunas. Man konnte von der Brücke Aleksotas durch Žemieji Šančiai fahren. Die Schmalspurbahn war 6,4 km lang. Im Sommer war auch die Zweigstrecke zum Kiefernwald Panemunės šilas in Betrieb. Diese Strecke war 3,5 km lang.
Insgesamt wurden in den 16 Jahren des Bestehens 35 Mio. Passagiere befördert:
| Jahr | Fahrgäste |
| ---- | --------- |
| 1927 | 1.560.056 |
| 1928 | 1.871.460 |
| 1929 | 1.892.912 |
| 1930 | 2.278.388 |
| 1931 | 2.271.962 |
| 1932 | 2.143.963 |

## Lokomotiven

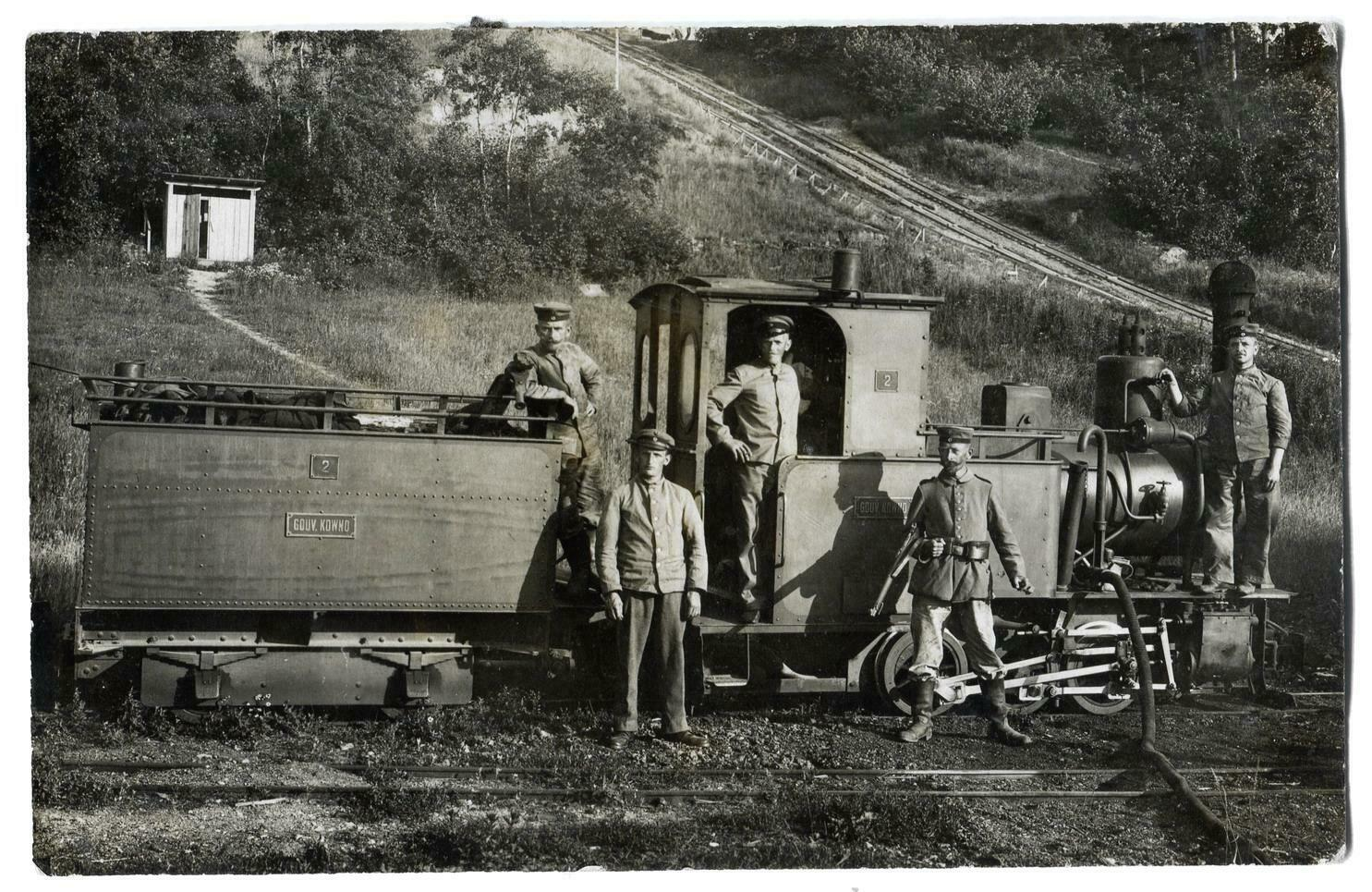
Deutsche Soldaten in der mit der Bt+t Feldbahn-Dampflokomotive BNr. 2 mit der Aufschrift Gouv. Kowno wohl bei Aukštoji Panemunė

Die Firma O&K hat 34 Dampflokomotiven für die Festung Kowno gebaut und 32 davon ausgeliefert. Die Lokomotive Nr. 7083/1914 wurde wegen des Kriegsausbruchs an die Kreisbahn Sochaczew BNr.7 in Polen geliefert und Nr. 7085/1914 an die Usina Jaboatao in Brasilien, wo sie heute noch erhalten ist:
| Her- steller | Werks-Nr. | Liefer- datum | Leistung | Spurweite | Bauart   | Empfänger                                                                     |
| ------------ | --------- | ------------- | -------- | --------- | -------- | ----------------------------------------------------------------------------- |
| Malzow-Werke |           | 1899          |          | 750 mm    | B'B' n4t | Festung Kowno, später Panevėžys                                               |
| O&K          | 6866      | Sep. 1913     | 40 PS    | 600 mm    | Ct       | Festung Kowno                                                                 |
| O&K          | 6867      | Sep. 1913     | 40 PS    | 600 mm    | Ct       | Festung Kowno                                                                 |
| O&K          | 7082      | Apr. 1914     | 90 PS    | 750 mm    | Dt, KLA  | Festung Kowno                                                                 |
| O&K          | 7083      | Apr. 1914     | 90 PS    | 750 mm    | Dt, KLA  | Wegen des Kriegsausbruchs an die Kreisbahn Sochaczew BNr.7 in Polen geliefert |
| O&K          | 7084      | Apr. 1914     | 90 PS    | 750 mm    | Dt, KLA  | Festung Kowno                                                                 |
| O&K          | 7085      | Apr. 1914     | 90 PS    | 750 mm    | Dt, KLA  | Wegen des Kriegsausbruchs an Usina Jaboatao in Brasilien geliefert            |
| O&K          | 7136      | Jan. 1914     | 40 PS    | 600 mm    | Ct       | Festung Kowno                                                                 |
| O&K          | 7137      | Jan. 1914     | 40 PS    | 600 mm    | Ct       | Festung Kowno                                                                 |
| O&K          | 7138      | Jan. 1914     | 40 PS    | 600 mm    | Ct       | Festung Kowno                                                                 |
| O&K          | 7139      | Jan. 1914     | 40 PS    | 600 mm    | Ct       | Festung Kowno                                                                 |
| O&K          | 7140      | Jan. 1914     | 40 PS    | 600 mm    | Ct       | Festung Kowno                                                                 |
| O&K          | 7171      | Jan. 1914     | 40 PS    | 600 mm    | Ct       | Festung Kowno                                                                 |
| O&K          | 7172      | Jan. 1914     | 40 PS    | 600 mm    | Ct       | Festung Kowno                                                                 |
| O&K          | 7173      | Jan. 1914     | 40 PS    | 600 mm    | Ct       | Festung Kowno                                                                 |
| O&K          | 7174      | Jan. 1914     | 40 PS    | 600 mm    | Ct       | Festung Kowno                                                                 |
| O&K          | 7175      | Jan. 1914     | 40 PS    | 600 mm    | Ct       | Festung Kowno                                                                 |
| O&K          | 7176      | Jan. 1914     | 40 PS    | 600 mm    | Ct       | Festung Kowno                                                                 |
| O&K          | 7177      | Jan. 1914     | 40 PS    | 600 mm    | Ct       | Festung Kowno                                                                 |
| O&K          | 7178      | Feb. 1914     | 40 PS    | 600 mm    | Ct       | Festung Kowno                                                                 |
| O&K          | 7199      | Feb. 1914     | 40 PS    | 600 mm    | Ct       | Festung Kowno                                                                 |
| O&K          | 7200      | Feb. 1914     | 40 PS    | 600 mm    | Ct       | Festung Kowno                                                                 |
| O&K          | 7201      | Feb. 1914     | 40 PS    | 600 mm    | Ct       | Festung Kowno                                                                 |
| O&K          | 7202      | Feb. 1914     | 40 PS    | 600 mm    | Ct       | Festung Kowno                                                                 |
| O&K          | 7203      | Feb. 1914     | 40 PS    | 600 mm    | Ct       | Festung Kowno                                                                 |
| O&K          | 7204      | Feb. 1914     | 40 PS    | 600 mm    | Ct       | Festung Kowno                                                                 |
| O&K          | 7316      | März 1916     | 30 PS    | 600 mm    | Ct+t     | Ostdeutsche Eisenbahn-Gesellschaft in Königsberg als Koswo Betriebs-Nr. 1     |
| O&K          | 7317      | März 1916     | 30 PS    | 600 mm    | Ct+t     | Ostdeutsche Eisenbahn-Gesellschaft in Königsberg als Koswo Betriebs-Nr. 2     |
| O&K          | 7318      | März 1916     | 30 PS    | 600 mm    | Ct+t     | Ostdeutsche Eisenbahn-Gesellschaft in Königsberg als Koswo Betriebs-Nr. 3     |
| O&K          | 7319      | März 1916     | 30 PS    | 600 mm    | Ct+t     | Ostdeutsche Eisenbahn-Gesellschaft in Königsberg als Koswo Betriebs-Nr. 4     |
| O&K          | 7320      | März 1916     | 30 PS    | 600 mm    | Ct+t     | Ostdeutsche Eisenbahn-Gesellschaft in Königsberg als Koswo Betriebs-Nr. 5     |
| O&K          | 7321      | März 1916     | 30 PS    | 600 mm    | Ct+t     | Ostdeutsche Eisenbahn-Gesellschaft in Königsberg als Koswo Betriebs-Nr. 6     |
| O&K          | 7322      | März 1916     | 30 PS    | 600 mm    | Ct+t     | Ostdeutsche Eisenbahn-Gesellschaft in Königsberg als Koswo Betriebs-Nr. 7     |
| O&K          | 7323      | März 1916     | 30 PS    | 600 mm    | Ct+t     | Ostdeutsche Eisenbahn-Gesellschaft in Königsberg als Koswo Betriebs-Nr. 8     |